# Andrus Ansip
Andrus Ansip, estonski politik, * 1. oktober 1956, Tartu, Estonska SSR, Sovjetska zveza (danes Estonija).
13. aprila 2005 je bil izvoljen za predsednika vlade Estonije.
Prejšnje funkcije:
- 1998–2004 župan Tartuja
- 2004–2005 Minister za gospodarstvo in komunikacije